# Episodi di Apple's Way (seconda stagione)
La seconda stagione della serie televisiva Apple's Way è andata in onda negli Stati Uniti dal 15 settembre 1974 al 12 gennaio 1975 sulla CBS.
| nº | Titolo originale                         | Prima TV USA      |
| -- | ---------------------------------------- | ----------------- |
| 1  | The Tornado (aka The Storm)              | 15 settembre 1974 |
| 2  | The Circus                               | 22 settembre 1974 |
| 3  | The Friend                               | 29 settembre 1974 |
| 4  | The Returning                            | 6 ottobre 1974    |
| 5  | The First Love                           | 13 ottobre 1974   |
| 6  | The Engagement                           | 20 ottobre 1974   |
| 7  | The Candy Drive                          | 27 ottobre 1974   |
| 8  | The Winning Season                       | 10 novembre 1974  |
| 9  | The Flag                                 | 17 novembre 1974  |
| 10 | The Real Thanksgiving                    | 24 novembre 1974  |
| 11 | The Apprentice                           | 1º dicembre 1974  |
| 12 | The Outsider (aka Fathers and Sons)      | 15 dicembre 1974  |
| 13 | The Christmas Party (aka The Still Life) | 22 dicembre 1974  |
| 14 | The Outing                               | 5 gennaio 1975    |
| 15 | The Price                                | 12 gennaio 1975   |

## The Tornado (aka The Storm)
- Diretto da: Marc Daniels
- Scritto da: John Kingsbridge

## The Circus
- Diretto da: Marc Daniels
- Scritto da: Irma Kalish e Austin Kalish

### Trama
- Guest star: Mary Frann (Claudine Delacorte)

## The Friend
- Diretto da: Hal Cooper
- Scritto da: Lan O'Kun

## The Returning
- Prima televisiva: 6 ottobre 1974
- Diretto da: David Moessinger
- Scritto da: David Moessinger

### Trama
- Guest star:

## The First Love
- Diretto da: James Sheldon
- Scritto da: Don Appell

### Trama
- Guest star: Farrah Fawcett (Jane Huston)

## The Engagement
- Diretto da: James Sheldon
- Scritto da: William Bast

## The Candy Drive
- Diretto da: Marc Daniels
- Scritto da: Hindi Brooks

## The Winning Season
- Diretto da: Alexander Singer
- Scritto da: Jim Mcginn

## The Flag
- Diretto da: David Moessinger
- Scritto da: Joseph Bonaduce

## The Real Thanksgiving
- Diretto da: Jack Shea
- Scritto da: John McGreevey

## The Apprentice
- Diretto da: David Moessinger
- Scritto da: Gene Thompson

## The Outsider (aka Fathers and Sons)
- Diretto da: Ivan Dixon
- Scritto da: Joseph Bonaduce

## The Christmas Party (aka The Still Life)
- Diretto da: Richard C. Bennett
- Scritto da: Lan O'Kun

## The Outing
- Diretto da: Edward M. Abroms
- Scritto da: Worley Thorne e Richard Fielder

## The Price
- Diretto da:
- Scritto da: